# جون ليندبرغ
جون ليندبرغ (بالإنجليزية: John Lindberg)‏ هو ملحن أمريكي، ولد في 16 مارس 1959 في رويال أوك في الولايات المتحدة.

## وصلات خارجية
- الموقع الرسمي
- جون ليندبرغ على موقع ميوزك برينز (الإنجليزية)
- جون ليندبرغ على موقع أول ميوزيك (الإنجليزية)
- جون ليندبرغ على موقع ديسكوغز (الإنجليزية)